# Венжинович Наталія Федорівна
Венжинович Наталія Федорівна – українська науковиця в галузі мовознавства, доктор філологічних наук (2019), професор (2022), завідувачка кафедри української мови  ДВНЗ «Ужгородський національний університет».

## Життєпис
Венжинович Наталія Федорівна народилася 30 червня 1960 р. у м. Почаїв Тернопільської області.
1979–1984 рр. – навчалася в Ужгородському державному університеті на філологічному факультеті за спеціальністю «Українська мова та література».
1986–1989 рр. – навчалася в аспірантурі Ужгородського державного університету на кафедрі української мови.
З 1991 року – асистент кафедри української мови Ужгородського національного університету.
З 1992 року – викладач кафедри української мови Ужгородського національного університету.
У 1998 році захистила кандидатську дисертацію на тему «Лексика народних промислів говорів Тернопільщини (ткацтво)».
1999 рік – присуджено науковий ступінь кандидата філологічних наук зі спеціальності 10.02.01 – українська мова.
З 2000 року – на посаді доцента кафедри української мови.
2001 рік – присвоєно вчене звання доцента.
2019 рік – здобула науковий ступінь доктора філологічних наук.
З 2020 року – завідувачка кафедри української мови Ужгородського національного університету.
2015–2021 рр. –  заступник декана філологічного факультету Ужгородського національного університету з наукової роботи.
2022 рік – присвоєно вчене звання професора.
Н.Ф. Венжинович підготувала чотирьох кандидатів філологічних наук за спеціальністю 10.02.01 – українська мова (В.Ф. Баньоі, М.М. Медведь, М.Д.  Химинець, М.Ю. Яцьків).
Наталія Федорівна Венжинович є членкинею Фразеологічної комісії при Міжнародному комітеті славістів і головою редакційної ради «Наукового вісника Ужгородського університету. Серія: Філологія».

## Наукова діяльність
Сфера наукових інтересів: сучасна українська літературна мова, історія українського мовознавства, порівняльне й зіставне мовознавство, перекладознавство, фразеологія, лінгвокультурологія, етнолінгвістика когнітивна лінгвістика, діалектологія.

## Праці

### Монографії
- Венжинович Н.Ф. Простір і час в українській фразеології: лінгвокультурологічний аспект. Prostor in čas v frazeologiji: kolektivna monografija / uredile Erika Kržišnik, Nataša Jakop, Mateja Jemec Tomazin. 1. izd. Ljubljana: Znanstvena založba Filozofske fakultete, 2016. S. 423–428. https://dspace.uzhnu.edu.ua/jspui/handle/lib/8373
- Венжинович Н. Фраземіка української літературної мови в контексті когнітології та лінгвокультурології: монографія. Ужгород: ФОП Сабов А.М., 2018. – 463 с. https://dspace.uzhnu.edu.ua/jspui/handle/lib/49257
- Venzhynovych N.F. Basic Problems of Phrase Studies in Modern Linguistics. Development trends of philological sciences: collective monograph / D. Ch. Chyk, O. M. Demska, I. I. Dmytriv, М. Yu. Fedurko, etc. Lviv-Toruń: Liha-Pres, 2019. C. 274–295. DOI https://doi.org/10.36059/978-966-397-127-8/274-295; https://dspace.uzhnu.edu.ua/jspui/handle/lib/37962
- Venzhynovych F. On Modern Students’ Slang (Jargon). Development trends of modern linguistic in the epoch of globalization: collective monograph / L.I. Bielickhova, I.I. Dmytriv, M.Yu. Fedurko, K. M. Ivanochko, etc. Lviv - Toruń: Liha-Pres, 2019. C. 233–249. DOI https://doi.org/10.36059/978-966-397-127-8/ 233-249; https://dspace.uzhnu.edu.ua/jspui/handle/lib/37967
- Венжинович Н. Діалектна фраземіка як предмет лінгвокультурологічного аналізу. Słowiańska frazeologia gwarowa ІІ: monografia zbiorowa. Pod redakcją Macieja Raka i Valerija M. Mokienki. Kraków 2020. S. 73–80. https://dspace.uzhnu.edu.ua/jspui/handle/lib/37968
- Венжинович Н. Проблеми перекладу прислів’їв та афоризмів з української мови англійською. Słowo. Tekst. Czas XIII Frazeologia w dyskursie i przekładzie: monografia zbiorowa. Pod redakcją Mirosławy Hordy. Szczecin 2020. S. 241–248. https://dspace.uzhnu.edu.ua/jspui/handle/lib/52000
- Лінгвальний та екстралінгвальний аспекти комунікації в мультикультурному середовищі Закарпаття : монографія. / за заг. ред. Ю. М. Бідзілі, Г. В. Шаповалової, Я. М. Шебештян; рец. : М. І. Мушинка, М. В. Бутиріна, Л. В. Сніцарчук. – Ужгород: РІК-У, 2021. – 628 с.  https://dspace.uzhnu.edu.ua/jspui/handle/lib/38777

### Підручники та навчальні посібники
- Венжинович Н. Лінгвокультурологічний аспект мовознавчих досліджень: навчально-методичний посібник для студентів філологічного факультету. – Ужгород: ФОП Сабов А. М., 2015. – 268 с. https://dspace.uzhnu.edu.ua/jspui/handle/lib/8414
- Венжинович Н. Лінгвокультурологічний аспект мовознавчих досліджень : навч. - метод. посіб. до спецкурсу для студентів філолог. ф-ту. 2-ге вид., допов. і перероб. Ужгород : ФОП Сабов А. М., 2021. – 292 с. https://dspace.uzhnu.edu.ua/jspui/handle/lib/49233
- Особливості перекладу фразеологізмів з української мови англійською : навчально-методичний посібник для студентів філологічного факультету ОП «Українська мова та література. Англійська мова та література» / укладач Н. Ф. Венжинович. – Ужгород: ПП Данило С. І., 2021. – 104 с. https://dspace.uzhnu.edu.ua/jspui/handle/lib/49230
- Венжинович Н. Ф., Пискач О. Д. Сучасна українська літературна мова. Морфологія : навчально-методичний посібник для студентів українського відділення філологічного факультету / рец. : Л.О. Белей, В.Ф. Баньоі. – Ужгород : Ґражда, 2017. – 232 с. https://dspace.uzhnu.edu.ua/jspui/handle/lib/48773
- Венжинович Н. Ф. Сучасна українська літературна мова. Морфологія : навчально-методичний посібник для студентів українського відділення філологічного факультету / Н. Ф. Венжинович, О. Д. Пискач. – 2-ге вид., допов. і перероб. – Ужгород : ФОП Сабов А. М., 2022. – 222 с. https://dspace.uzhnu.edu.ua/jspui/handle/lib/49229
- Прикладне українське мовознавство. Морфологія : методичні матеріали до практичних занять для студентів напряму 8.035 – Філологія, ОП «Українська мова та література» / укладачі: Н. Ф. Венжинович, О. Д. Пискач. – Ужгород : ПП Данило С. І., 2022. – 95 с. https://dspace.uzhnu.edu.ua/jspui/handle/lib/49232
- Історія українського мовознавства : матеріали до лекцій для магістрантів напряму 8.035 – Філологія, ОП «Українська мова та література» / укладач Н. Ф. Венжинович. – Ужгород : ПП Данило С. І., 2022. – 115 с. https://dspace.uzhnu.edu.ua/jspui/handle/lib/49231
- Лепта библейской мудрости : библейские крылатые выражения и афоризмы на русском, английском, белорусском, немецком, словацком и украинском языках / авт.-сост. : Д. Балакова [и др.]. – Могилев : МГУ имени А.А. Кулешова, 2014. – 208 с.https://dspace.uzhnu.edu.ua/jspui/handle/lib/3090